# Rosa sertata
Rosa sertata là loài thực vật có hoa trong họ Hoa hồng. Loài này được Rolfe miêu tả khoa học đầu tiên năm 1913.